# Су Ши

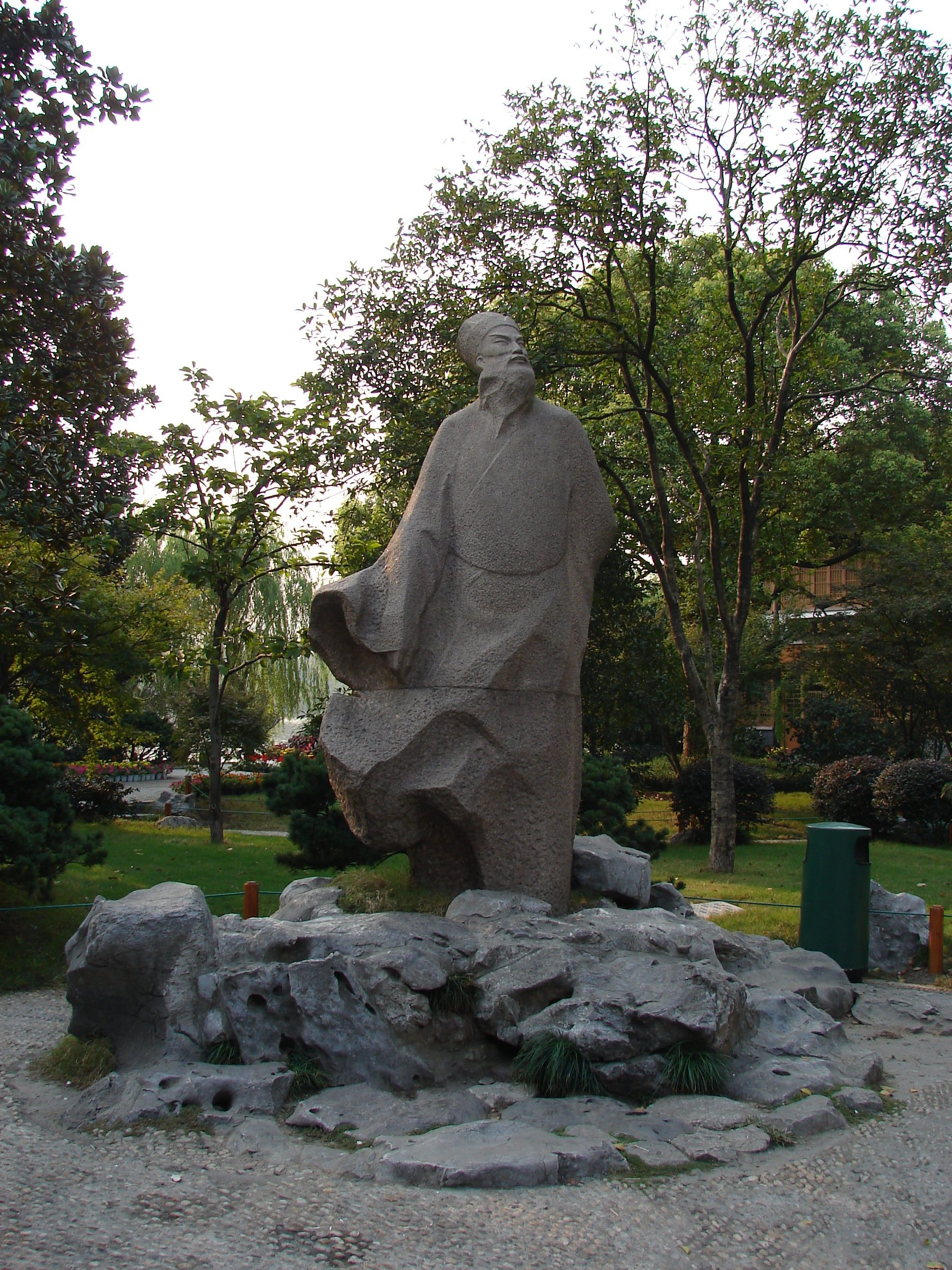
Памятник Су Ши у озера Сиху в Ханчжоу

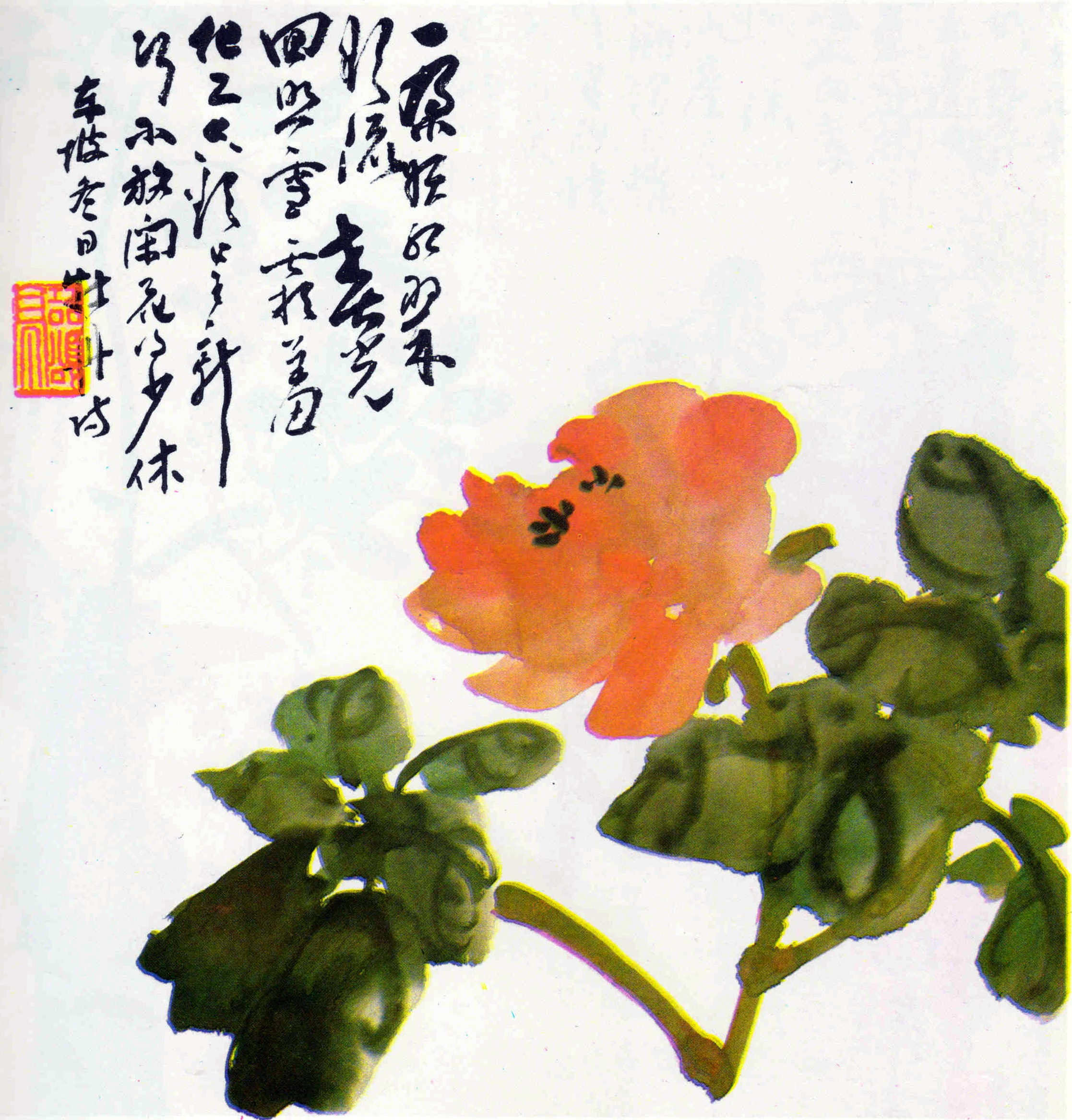
Каллиграфически записанный отрывок из стихотворения Су Ши «Зимние пионы» на картине Чэнь Шицзэна «Пион», хранящейся в пекинском Музее Лу Синя

Су Ши (кит. упр. 苏轼, пиньинь Sū Shì), выступавший под псевдонимом Су Дунпо (кит. упр. 苏东坡, пиньинь Sū Dōngpō) (8 января 1037, Мэйшань, Империя Сун — 24 августа 1101, Чанчжоу, Империя Сун) — китайский поэт, эссеист, художник, каллиграф, чайный мастер и государственный деятель Сун.

## Биография
Су Ши родился в Мэйчжоу у подножия горы Эмэйшань в семье известного учёного. При прохождении кэцзюя юный Су Ши поразил экзаменаторов своей мудростью. За свою долгую карьеру сменил немало сановнических постов, управлял различными провинциями, участвовал в обсуждении планов реформирования системы государственного управления.
Подобно многим другим современникам, Су Ши не принял «новый политический курс» министра Ван Аньши, за что в 1079 году подвергся ссылке в деревню на 5 или 7 лет. Вместо того, чтобы горевать о нищете и забвении, Су Ши восхищался природой провинции Хэбэй и писал стихи, которые вошли в число жемчужин китайской поэзии. Их отличительные черты — оптимистическое мироощущение и формальное новаторство.
По возвращении ко двору Су Ши примирился с Ван Аньши и даже обменивался с ним стихотворными посланиями. Вместе с Шэнь Ко он занимался составлением трактата о лечебных травах. В 1094 году он был вновь удалён от двора, на этот раз в южную провинцию Гуандун, где поселился в местечке Дунпо («восточный склон»), ставшем его псевдонимом.
На стихи Су Ши написана песня Алисы «Лодка».

## Гастроном

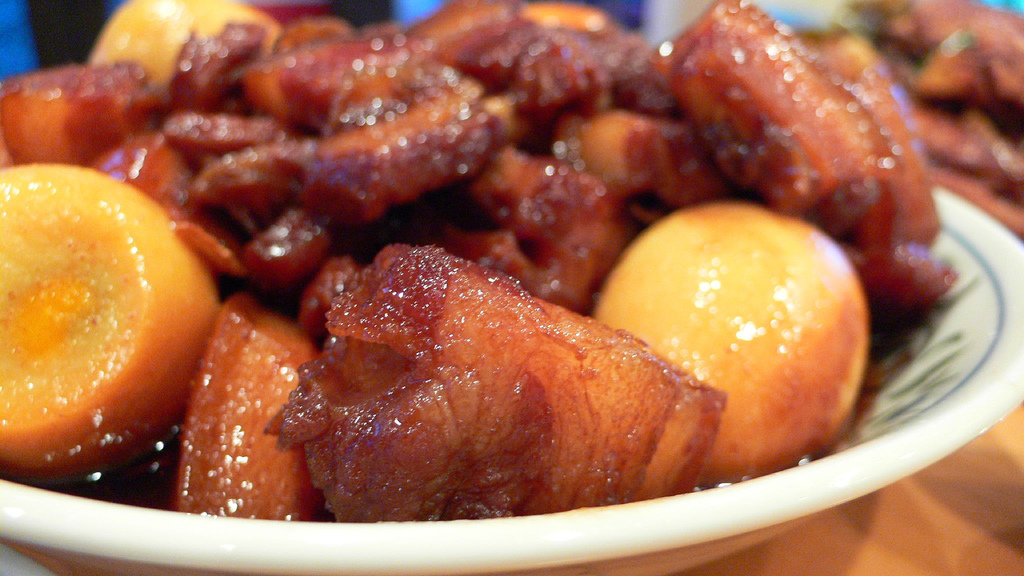
Свинина дунпо

Су называют одним из четырех классических китайских гастрономов. Остальные трое — Ни Цзань (1301–1374 гг.), Сюй Вэй (1521–1593 гг.) и Юань Мэй (1716–1797 гг.). Существует легенда, для которой нет никаких доказательств, что он случайно изобрел известное блюдо свинину дунпо. Рассказывают, что однажды Су Дунпо решил приготовить тушеную свинину. Затем старый друг посетил его во время готовки и вызвал на партию в китайские шахматы. Су совершенно забыл о стью, которое к тому времени стало чрезвычайно густым, пока его очень ароматный запах не напомнил ему о нем. Однако некоторые легенды указывают на обратное: жители деревни просто назвали блюдо из свинины в его честь после его смерти. Также, возможно, блюдо просто ему могло понравиться.
Су, чтобы объяснить свои вегетарианские наклонности, сказал, что ему никогда не нравилось убивать животных для своего обеденного стола, но у него была тяга к определенным продуктам, таким как моллюски, поэтому он не мог удержаться. Когда он попал в тюрьму, его взгляды изменились: «С тех пор, как я попал в тюрьму, я не убил ни одного существа... испытав на себе такую тревогу и опасность, когда я чувствовал себя точно курицей, ожидающей на кухне, я не могу больше причинять никакого вреда живому существу и заставить его страдать от неизмеримого страха и боли просто для того, чтобы угодить своему вкусу» .

## Литература

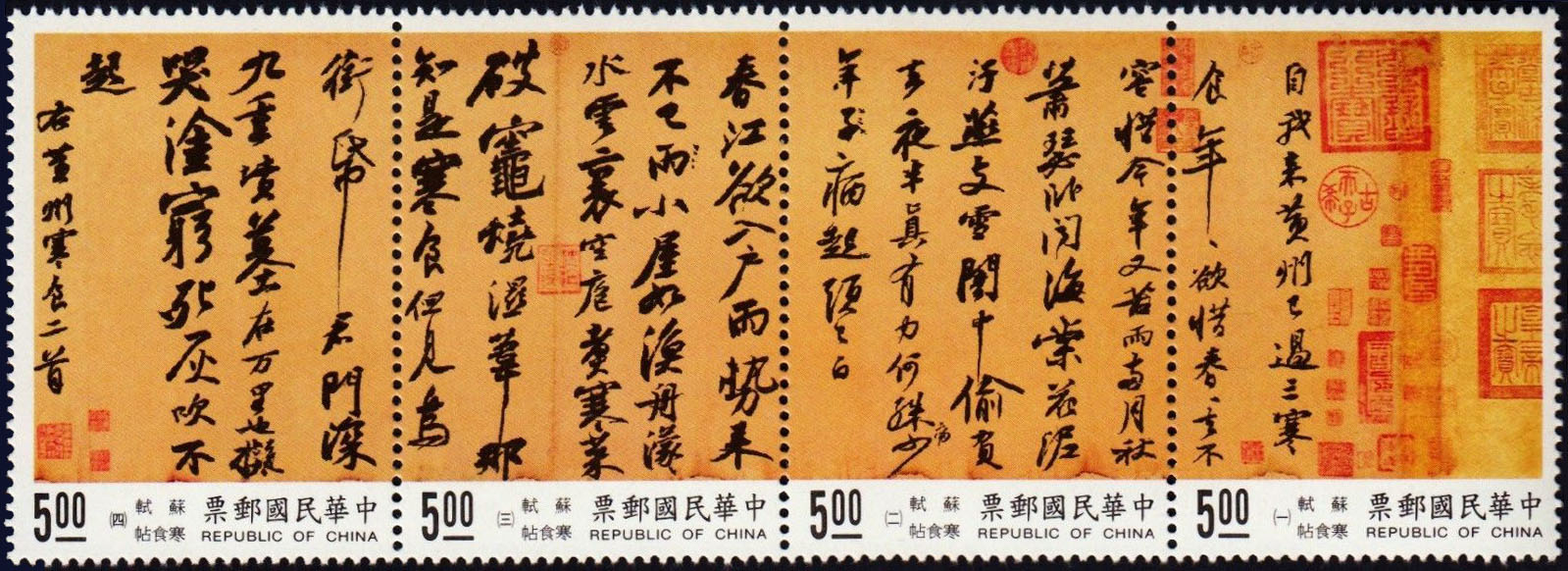
Сцепка, выпущенная почтой Тайваня 6 апреля 1995 г. — 16 строк стихотворения Су Ши «Ритуал холодной пищи»